# Thomas de Marga
Thomas de Marga, appelé souvent en syriaque Tomā bar Ya'qubh, est un moine, évêque de l'Église d'Orient et écrivain de langue syriaque ayant vécu au IXe siècle.

## Biographie
Le peu d'informations qu'on possède sur lui vient de son œuvre. Son père Jacques (Ya'qubh) était d'un village appelé Nehchon (Neḥšōn) dans le diocèse montagneux de Salakh (à l'est de la ville actuelle de Rawanduz). La première date connue de sa vie est 832, quand il entra comme moine au monastère de Beth'Abhé (littéralement « la maison des bois »), un établissement fondé à la fin du VIe siècle et situé près du Grand Zab à environ 80 km au nord-est de Mossoul. Ensuite il fut secrétaire du catholicos Mar Abraham II pendant son pontificat (837-850). Celui-ci le nomma évêque de Marga (le diocèse où se trouvait Beth 'Abhé). La date de sa mort, comme celle de sa naissance, est inconnue.

## Œuvre
Il a laissé un ouvrage historiographique intitulé traditionnellement le Livre des supérieurs (de monastère), ou l'Histoire monastique. Ce texte se trouve dans le manuscrit Vaticanus Syriacus 165, daté de juillet 1663 et rapporté d'Orient par le prêtre maronite André Scandar au temps du pape Innocent XIII (1721-1724 ; manuscrit de la Collection Scandar de la Bibliothèque vaticane). Il se divise en six parties (« livres »). Selon les travaux de Jean-Marie Fiey, le livre VI, écrit antérieurement, constitue une Histoire du monastère de Rabban Quprianā ; quant aux livres I à V, rédigés plus tard, alors que Thomas était évêque après 850, ils constituent une Histoire des saints hommes et moines qui se sont succédé dans le saint monastère de Beth 'Abhé.
Mais l'ensemble est bien plus que l'histoire interne de deux monastères : c'est plutôt une histoire de l'Église d'Orient du VIe au IXe siècle, et l'une des principales sources dans ce domaine. Il y est question de la vie interne de cette Église (débats théologiques, évolution de la liturgie, par exemple introduction de la musique religieuse dans le diocèse de Marga, fondations de monastères et d'écoles, entreprises missionnaires en Asie...), mais aussi de ses rapports avec les rois sassanides, et ensuite avec les califes musulmans. Selon son éditeur anglais E. A. Wallis Budge, cet ouvrage « occupe une place unique dans la littérature syriaque, et mérite pleinement la vénération dont l'ont entouré les Assyriens qui le connaissent ».

## Éditions
- (en) E. A. Wallis Budge (éd.), The Book of Governors: The Historia Monastica of Thomas Bishop of Margâ A.D. 840 (introduction, texte et traduction anglaise), Londres, Kegan Paul, 1893.
- (la) Paul Bedjan (éd.), Liber Superiorum seu Historia Monastica auctore Thoma Episcopo Margensi, Leipzig (Harrassowitz) et Paris, 1901 ; réimpr. Gorgias Press, 2010.